# Kisbágyon
Kisbágyon es un pueblo ubicado en el condado de Nógrád, Hungría.

## Superficie
Posee una superficie de 10,24 kilómetros cuadrados.

## Demografía
Hasta 2021 la población era de 405 habitantes, con una densidad de población de 39,55 habitantes por kilómetro cuadrado.